# Dulafidi
I Dulafidi, o Banū Dulaf (in arabo ﺑﻨﻮ دلف‎?) furono i fondatori di una dinastia araba che agì in veste di governatori del Jibal per conto dei Califfi abbasidi nel IX secolo. Prima del recupero dell'autorità califfale, nel corso dell'Anarchia di Samarra, dopo l'861, il loro governo nel Jibal si rese sempre più indipendente rispetto al governo centrale di Samarra. Nell'ultimo decennio del IX secolo essi però furono sconfitti dagli eserciti califfali di al-Muʿtaḍid, nel corso delle sue campagne di recupero dei territori califfali perduti.

## Storia
I Dulafidi provenivano dalla tribù dei Banū ʿIǧil b. Luǧaym,Ai indicata come facente parte dei Banū Bakr ibn Wāʾil e prese parte con i guerrieri di questa confederazione tribale alla battaglia di Dhu Qar, ai primi del VII secolo. Pur originariamente della Yamama, il loro clan viene ricordato ai primi dell'VIII secolo come dedito al commercio a Kufa. Dubbio che, come affermano alcune fonti, essi avessero appoggiato gli Abbasidi nella loro "rivoluzione" (assieme agli Alidi) contro il potere califfale omayyade.

Più tardi sono invece segnalati come dediti all'attività di predoni lungo le principali vie mercantili. Infine, tuttavia, essi seguirono uno stile di vita più consono alla loro fede islamica e s'insediarono a Karāj. Col tempo il loro controllo intorno a Karāj si ampliò e dal IX secolo essi possedevano ampi tratti di terra coltivata, palazzi e fortezze.
Il primo Dulafide a ricevere la carica di Governatore del Jibāl fu Abu Dulaf al-Qasim, nominato dal Califfo Hārūn al-Rashīd. Prese le parti di al-Amīn nel corso della quarta guerra civile del mondo islamico, che contrappose tra loro i fratelli al-Amīn e al-Maʾmūn, figli di Rashīd. Fu perdonato dal vincitore al-Maʾmūn e mantenne la sua carica, intrattenendo ottime relazioni col Califfo fino alla sua morte nell'840. Suo figlio e i suoi nipoti gli succedettero nella carica di Governatori del Jibāl.
Non appena l'autorità abbaside crollò in seguito all'Anarchia di Samarra, il Jibāl sotto i Dulafidi si rese sempre più indipendente. Ahmad ibn 'Abd al-Aziz (governatore nell'879-893) svolse un ruolo politico notevole nel conflitto tra gli Abbasidi e i Saffaridi del Sistan, appoggiando generalmente i primi. Dopo la sua morte tuttavia i suoi figli si combatterono tra loro per il potere, fornendo il destro agli Abbasidi di riprendersi il Jibāl. Malgrado avessero opposto una forte resistenza, i Dulafidi persero infine la provincia nell'897.

## Governanti
- Abu Dulaf al-Qasim (fino all'840 circa)
- 'Abd al-Aziz ibn Abu Dulaf (c. 840-874)
- Dulaf ibn 'Abd al-Aziz (874-879)
- Ahmad ibn 'Abd al-Aziz (879-893)
- 'Umar ibn Ahmad (893-896)
- Abu Layla al-Harith (896-897)[3]